# Stars (album Sylvester)
Stars è un album del cantante statunitense Sylvester pubblicato nel 1979 da Fantasy.

## Il disco
Le canzoni, tutte originali tranne I (Who Have Nothing) che è una cover di Uno dei tanti di Mogol e Carlo Donida portata al successo da Joe Sentieri, sono state scritte da Sylvester, Michael Findon e Patrick Cowley.
L'album è prodotto da Harvey Fuqua e dallo stesso Sylvester.

## Tracce
Lato A
1. Stars – 8:06
2. Body Strong – 8:10

Lato B
1. I (Who Have Nothing) – 10:40
2. I Need Somebody to Love Tonight – 6:38